# The Devil You Know (Stargate SG-1)
The Devil You Know (Demonio Conocido en Latinoamérica, La Mala Hierba Nunca Muere en España) es el decimotercer episodio de la tercera temporada de la serie de televisión de ciencia ficción Stargate SG-1, y el quintuagesimo séptimo capítulo de toda la serie. Corresponde a la Parte 2 de 2 episodios, siendo precedida por "Jolinar's Memories".

## Trama
El SG-1, ahora capturado por Apophis (“Resucitado de entre los muertos”, dice él), observa como este se proclama libertador de la gente de Ne'tu y les promete que matara a Sokar. Primero intenta a sacarle información a los miembros del equipo usando la “sangre de Sokar” (un poderoso narcótico que produce alucinaciones muy reales). Es así como Samantha, Jack, Martouf y Daniel comienzan a ver recuerdos pasados en los que seres queridos (en realidad Apophis) tratan de sacarles información. Aunque el SG-1 resiste, Martouf se ve obligado a revelar la ubicación de la principal base Tok’ra para evitar que maten a Carter (a la que él veía como Jolinar).
Mientras tanto Teal'c, quien ha logrado escapar de los Deslizadores de Sokar, ha vuelto al planeta desde donde partieron para informar a los Tok'ra sobre el ataque de Sokar al resto de los Señores del Sistema, además de revelar que Apophis sigue vivo y solicitar ayuda para ir a rescatar a sus amigos. Pronto un Tok'ra vuelve al Tel'tak, sin embargo no para salvar al SG-1. El Alto Consejo Tok'ra ha decidido eliminar a Sokar, aprovechando que él estará aplastando la rebelión de Apophis, usando un poderoso misil que será disparado en una peligrosa falla volcánica de la luna Ne'tu cuando este cerca.
En Ne'tu, entre tanto, Apophis informa a Sokar que ha matado a Bynarr porque este era incompetente. A cambio de primacía sobre Ne'tu, Apophis le dará a Sokar la información que logró sacarle a los intrusos. No obstante esto es solo una distracción que Apophis planea aprovechar para matar a Sokar con una espada oculta en su brazo. Justo cuando Apophis sube a la nave de Sokar, Teal'c y el Tok'ra llegan. Ajustan el misil, pero en ese momento Carter logra contactarse con Teal'c usando un transmisor que Daniel logró recoger cuando Apophis le preguntaba sobre la ubicación del hijo de Sha're. Teal'c le dice al Tok'ra que se detenga, pero este lo amenaza con un Zat y dispara el misil. El impacto hace temblar la prisión y todo comienza a desestabilizarse. Teal'c encierra en la parte anterior del Tel'tak al Tok'ra mientras le informa Carter que solo les queda 7 minutos para salir. El SG-1 aprovecha el caos reinante para escapar de su celda. En esos instantes, Apophis se presenta frente a Sokar. Sin embargo, cuando le dice a Sokar la ubicación de la base Tok'ra, este ordena a su guardia matarlo lentamente. Sokar le revela que ese planeta del que le habla, él lo ha conquistado recientemente y no descubrió nada. Entonces un Jaffa de Sokar viene avisarle que son atacados. Apophis aprovecha esto para matar a los 2 Jaffa e intenta dispararle a Sokar, pero este activa su escudo personal a tiempo. Apophis entonces escapa al planeta usando los anillos de la nave. El SG-1 mientras tanto usa los anillos de sala de Bynarr para que Teal'c los intercepte usando el Tel'tak. Los rescata y luego huyen. Sokar muere en su nave cuando Ne’tu explota. El equipo vuelve a casa, pero sin saber aún que Apophis sobrevivió y ahora domina los ejércitos de Sokar convirtiéndose de nuevo en la principal amenaza en la galaxia.

## Artistas invitados
- Carmen Argenziano como Jacob Carter/Selmak.
- David Palffy como Sokar.
- J. R. Bourne como Martouf.
- Peter Williams como Apophis.
- Tanya Reid como Rosha/Jolinar.
- William De Vry como Aldwin.
- Bob Dawson como Bynarr.
- Peter H. Kent como Kintac.
- Eli Gabay como Jumar.
- Christine Kennedy como la joven Samantha Carter.
- Dillon Moen como Charlie.